# زنده‌باد زندگی
«زنده باد زندگی» (به اسپانیایی: Viva la Vida) تک‌آهنگی از کلدپلی است که در ۲۵ مه ۲۰۰۸ منتشر شد. این تک‌آهنگ در آلبوم زنده‌باد زندگی یا مرگ و همه دوستانش قرار داشت.
این آهنگ, آهنگ معرف گروه هست زیرا آن‌ها با انتشار این آهنگ توانستد مدت‌ها رتبه بالا را در چارت‌های موسیقی به دست آورد.این تک‌آهنگ در چارت‌های، ایتالیا، والونیا، فرانسه، ایرلند، نروژ، استرالیا، آلمان، اسپانیا، دانمارک، سوئد، فلاندرز، سوئیس، اتریش جزو ده ترانه اول قرار گرفت و برنده جایزه ترانه سال گرمی و بهترین اجرای پاپ گروهی را در سال ۲۰۰۹ شد.